# Новодівиче
Новоді́виче (рос. Новодевичье, ерз. Новодевичье) — село у складі Єльниківського району Мордовії, Росія. Адміністративний центр Новодівиченського сільського поселення.
Населення — 268 осіб (2010; 294 у 2002).
Національний склад (станом на 2002 рік):
- мордва — 85 %